# Oneonta (New York)
|  | Dieser Artikel wurde aufgrund von inhaltlichen Mängeln auf der Qualitätssicherungsseite des Projektes USA eingetragen. Hilf mit, die Qualität dieses Artikels auf ein akzeptables Niveau zu bringen, und beteilige dich an der Diskussion! Eine nähere Beschreibung der zu behebenden Mängel fehlt. |

Oneonta ist eine City im Otsego County des US-Bundesstaates New York. 
Das U.S. Census Bureau ermittelte bei der Volkszählung 2020 eine Einwohnerzahl von 13.079.

## Geographie
Oneontas geographische Koordinaten lauten 42° 27′ N, 75° 4′ W (42.456003, -75.062302). Nach den Angaben des United States Census Bureaus hat Oneonta eine Gesamtfläche von 11,3 km2, nur Land.
Die Stadt liegt in den nördlichen Ausläufern der Catskill Mountains zwischen Binghamton und Albany. Sie liegt auf dem nördlichen Ufer des hier westwärts fließenden Susquehanna River, dem auch die Interstate 88 folgt. Durch das Stadtgebiet führen New York State Route 7, New York State Route 23 und New York State Route 28.

## Einrichtungen
Es sind zwei Colleges in Oneonta angesiedelt: das Hartwick College und ein University College der State University.
Zudem ist der Ort Heimat des National Soccer Museums, in dem bis zur Schließung 2010 unter anderem die National Soccer Hall of Fame als Ruhmeshalle des US-amerikanischen Fußballs sowie das Archiv der North American Soccer League angesiedelt und die Kopien der Weltpokale der Frauen-Weltmeisterschaften, bei denen die US-Nationalmannschaft bis dato dreifach den Titel gewann, ausgestellt waren.

## Söhne und Töchter der Stadt
- Sherman Mills Fairchild (1896–1971), Kamera- und Flugzeugkonstrukteur, Industrieller
- Jason Raize (1975–2004), Musicaldarsteller
- Jerry Jeff Walker (1942–2020), Country-Musiker und Songwriter
- Carleton Watkins (1829–1916), Fotograf
- Henry E. Huntington (1850–1927), Multiunternehmer